# Wílmer Azofeifa
Wílmer Jesús Azofeifa Valverde (Pococí, 4 giugno 1994) è un calciatore costaricano, centrocampista del San Carlos.

## Carriera

### Club
Ha giocato nella massima serie costaricana e in quella norvegese.

### Nazionale
Nel 2018 ha esordito in nazionale.

## Statistiche

### Presenze e reti nei club
Statistiche aggiornate al 14 gennaio 2022.
| Stagione                  | Squadra                   | Campionato                | Campionato | Campionato | Coppe nazionali | Coppe nazionali | Coppe nazionali | Coppe continentali | Coppe continentali | Coppe continentali | Altre coppe | Altre coppe | Altre coppe | Totale | Totale |
| Stagione                  | Squadra                   | Comp                      | Pres       | Reti       | Comp            | Pres            | Reti            | Comp               | Pres               | Reti               | Comp        | Pres        | Reti        | Pres   | Reti   |
| ------------------------- | ------------------------- | ------------------------- | ---------- | ---------- | --------------- | --------------- | --------------- | ------------------ | ------------------ | ------------------ | ----------- | ----------- | ----------- | ------ | ------ |
| 2015-gen. 2016            | Santos de Guápiles        | PD                        | 20         | 3          |                 | -               | -               |                    | -                  | -                  |             | -           | -           | 20     | 3      |
| gen.-mag. 2016            | Pachuca                   | LMX                       | 0          | 0          | CM              | 0               | 0               |                    | -                  | -                  |             | -           | -           | 0      | 0      |
| 2016-2017                 | Santos de Guápiles        | PD                        | 49         | 1          |                 | -               | -               |                    | -                  | -                  |             | -           | -           | 49     | 1      |
| 2017-2018                 | Santos de Guápiles        | PD                        | 44         | 9          |                 | -               | -               | CL                 | 8                  | 1                  |             | -           | -           | 52     | 10     |
| 2018-gen. 2019            | Santos de Guápiles        | PD                        | 14         | 0          |                 | -               | -               | CL                 | 2                  | 0                  |             | -           | -           | 16     | 0      |
| Totale Santos de Guápiles | Totale Santos de Guápiles | Totale Santos de Guápiles | 127        | 13         |                 | -               | -               |                    | 10                 | 1                  |             | -           | -           | 137    | 14     |
| mar.-ago. 2019            | Sarpsborg 08              | ES                        | 5          | 0          | CN              | 3               | 0               |                    | -                  | -                  |             | -           | -           | 8      | 0      |
| ago.-nov. 2019            | Aalesund                  | 1D                        | 3          | 0          | CN              | 1               | 0               |                    | -                  | -                  |             | -           | -           | 4      | 0      |
| giu.-lug. 2020            | Sarpsborg 08              | ES                        | 0          | 0          |                 | -               | -               |                    | -                  | -                  |             | -           | -           | 0      | 0      |
| Totale Sarpsborg 08       | Totale Sarpsborg 08       | Totale Sarpsborg 08       | 5          | 0          |                 | 3               | 0               |                    | -                  | -                  |             | -           | -           | 8      | 0      |
| 2020-2021                 | San Carlos                | PD                        | 35         | 2          |                 | -               | -               |                    | -                  | -                  |             | -           | -           | 35     | 2      |
| 2021-2022                 | San Carlos                | PD                        | 19         | 1          |                 | -               | -               |                    | -                  | -                  |             | -           | -           | 19     | 1      |
| Totale San Carlos         | Totale San Carlos         | Totale San Carlos         | 54         | 3          |                 | -               | -               |                    | -                  | -                  |             | -           | -           | 54     | 3      |
| Totale carriera           | Totale carriera           | Totale carriera           | 189        | 16         |                 | 4               | 0               |                    | 10                 | 1                  |             | -           | -           | 203    | 17     |

### Cronologia presenze e reti in nazionale
| Cronologia completa delle presenze e delle reti in nazionale ― Costa Rica | Cronologia completa delle presenze e delle reti in nazionale ― Costa Rica | Cronologia completa delle presenze e delle reti in nazionale ― Costa Rica | Cronologia completa delle presenze e delle reti in nazionale ― Costa Rica | Cronologia completa delle presenze e delle reti in nazionale ― Costa Rica | Cronologia completa delle presenze e delle reti in nazionale ― Costa Rica | Cronologia completa delle presenze e delle reti in nazionale ― Costa Rica | Cronologia completa delle presenze e delle reti in nazionale ― Costa Rica |
| Data                                                                      | Città                                                                     | In casa                                                                   | Risultato                                                                 | Ospiti                                                                    | Competizione                                                              | Reti                                                                      | Note                                                                      |
| ------------------------------------------------------------------------- | ------------------------------------------------------------------------- | ------------------------------------------------------------------------- | ------------------------------------------------------------------------- | ------------------------------------------------------------------------- | ------------------------------------------------------------------------- | ------------------------------------------------------------------------- | ------------------------------------------------------------------------- |
| 27-3-2018                                                                 | Nizza                                                                     | Tunisia                                                                   | 1 – 0                                                                     | Costa Rica                                                                | Amichevole                                                                | -                                                                         | 64’                                                                       |
| 7-9-2018                                                                  | Goyang                                                                    | Corea del Sud                                                             | 2 – 0                                                                     | Costa Rica                                                                | Amichevole                                                                | -                                                                         | 82’                                                                       |
| 11-9-2018                                                                 | Suita                                                                     | Giappone                                                                  | 3 – 0                                                                     | Costa Rica                                                                | Amichevole                                                                | -                                                                         | 46’                                                                       |
| 15-6-2023                                                                 | Carson                                                                    | Costa Rica                                                                | 0 – 1                                                                     | Guatemala                                                                 | Amichevole                                                                | -                                                                         | 75’                                                                       |
| 20-6-2023                                                                 | Chester                                                                   | Ecuador                                                                   | 3 – 1                                                                     | Costa Rica                                                                | Amichevole                                                                | -                                                                         | 75’                                                                       |
| 26-6-2023                                                                 | Fort Lauderdale                                                           | Costa Rica                                                                | 1 – 2                                                                     | Panama                                                                    | Gold Cup 2023 - 1º turno                                                  | -                                                                         | 59’ 84’                                                                   |
| 30-6-2023                                                                 | Harrison                                                                  | El Salvador                                                               | 0 – 0                                                                     | Costa Rica                                                                | Gold Cup 2023 - 1º turno                                                  | -                                                                         | 46’ 89’                                                                   |
| 4-7-2023                                                                  | Harrison                                                                  | Costa Rica                                                                | 6 – 4                                                                     | Martinica                                                                 | Gold Cup 2023 - 1º turno                                                  | -                                                                         | 75’                                                                       |
| 8-7-2023                                                                  | Arlington                                                                 | Messico                                                                   | 2 – 0                                                                     | Costa Rica                                                                | Gold Cup 2023 - Quarti di finale                                          | -                                                                         | 12’ 63’                                                                   |
| Totale                                                                    |                                                                           | Presenze                                                                  | 9                                                                         |                                                                           | Reti                                                                      | 0                                                                         |                                                                           |

## Palmarès

### Club

#### Competizioni nazionali
- 1. divisjon: 1

Aalesund: 2019